# Condado de Iron (Wisconsin)
O Condado de Iron é um dos 72 condados do Estado americano do Wisconsin. A sede do condado é Hurley, e sua maior cidade é Hurley. O condado possui uma área de 2 381 km² (dos quais 420 km² estão cobertos por água), uma população de 6 861 habitantes, e uma densidade populacional de 4 hab/km² (segundo o censo nacional de 2000). O condado foi fundado em 1893.